# همه‌پرسی نظام جمهوری اسلامی در ایران
همه‌پرسی نظام جمهوری اسلامی ایران کمتر از دو ماه پس از پیروزی انقلاب ۱۳۵۷ ایران برای تعیین نظام جدید حکومتی کشور، به پیشنهاد سید روح‌الله خمینی در روزهای ۱۰ و ۱۱ فروردین ۱۳۵۸ در سراسر ایران و خارج از کشور برگزار شد، و بر پایه نتایج اعلام‌شده، نزدیک به ۶۰٪ واجدان شرایط در همه‌پرسی شرکت کرده و حدود ۹۹٪ آنها با دادن رأی «آری»، با برقراری نظام جمهوری اسلامی ایران موافقت کردند. درصورتی که جمهوری اسلامی رای نمی آورد، مسئولان دولت موقت پیشنهاد دیگری را به همه پرسی میگذاشتند.
در روز ۱۲ فروردین نتایج همه‌پرسی اعلام شد و این روز را روز جمهوری اسلامی نامیدند.

## برگزاری
همه‌پرسی در ۱۰ و ۱۱ فروردین ۱۳۵۸ در سراسر ایران برگزار شد.
در این انتخابات حداقل سن واجدان شرایط رای‌دهی ۱۶ سال تمام بود.

### برگهٔ رای
برگه رای، دوقسمتی بود و شامل نیمه «آری» -به رنگ سبز- و نیمه «نه» -به رنگ قرمز- بود و روی آن چنین درج شده بود:
رای‌دهندگان، می‌بایست بخش موردنظر خود را از برگه جدا می‌کردند و در صندوق رأی می‌انداختند و می‌توانستند بخش دیگر را همراه با خود ببرند.
گفته شده بود اگر کسانی رایشان برای نوع حکومت بعدی حکومت «جمهوری اسلامی» نباشد می‌توانند آن نوع حکومت دلبخواه خود را در برگه بنویسند و در صندوق بیندازند.

## نتیجه

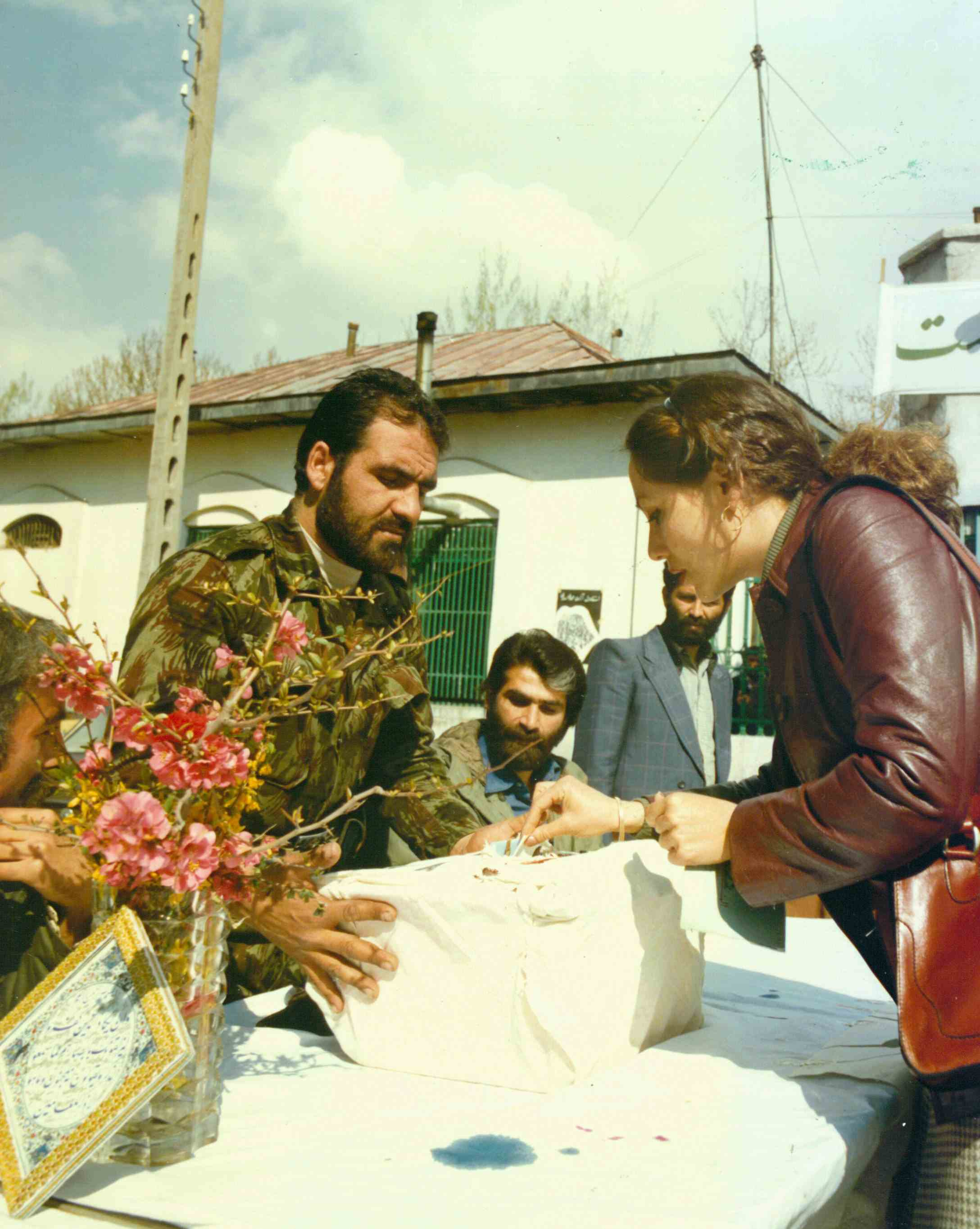
زنی رای خود را به صندوق می‌اندازد

بر اساس اعلام دولت موقت ایران حدود ۸۹٪ واجدان شرایط در همه‌پرسی شرکت کردند. بیش از ۹۹٪ شرکت‌کنندگان نیز به همه‌پرسی رأی مثبت دادند.
| #          | استان               | آری           | آری           | نه          | نه          | مجموع      |
| #          | استان               | شمار          | ٪             | شمار        | ٪           | مجموع      |
| ---------- | ------------------- | ------------- | ------------- | ----------- | ----------- | ---------- |
| ۱          | آذربایجان شرقی      | ۲٬۰۰۱٬۶۲۸     | ۹۹٫۷۳٪        | ۵٬۳۵۴       | ۰٫۲۷٪       | ۲٬۰۰۶٬۹۸۲  |
| ۲          | آذربایجان غربی      | ۶۴۰٬۳۲۳       | ۹۹٫۱۴٪        | ۵٬۵۴۷       | ۰٫۸۶٪       | ۶۴۵٬۸۷۰    |
| ۳          | اصفهان              | ۱٬۳۵۷٬۶۰۵     | ۹۹٫۶۷٪        | ۴٬۴۷۰       | ۰٫۳۳٪       | ۱٬۳۶۲٬۰۷۵  |
| ۴          | ایلام               | ۱۶۱٬۹۴۲       | ۹۹٫۹۹٪        | ۱۶          | ۰٫۰۱٪       | ۱۶۱٬۹۵۸    |
| ۵          | باختران             | ۶۱۲٬۸۳۰       | ۹۹٫۰۰٪        | ۶٬۱۵۹       | ۱٫۰۰٪       | ۶۱۸٬۹۸۹    |
| ۶          | بوشهر               | ۲۰۰٬۰۲۳       | ۹۹٫۸۳٪        | ۳۳۳         | ۰٫۱۷٪       | ۲۰۰٬۳۵۶    |
| ۷          | تهران               | ۳٬۴۶۲٬۴۴۹     | ۹۷٫۹۴٪        | ۷۲٬۹۸۰      | ۲٫۰۶٪       | ۳٬۵۳۵٬۴۲۹  |
| ۸          | چهارمحال و بختیاری  | ۲۱۰٬۹۳۶       | ۹۹٫۵۸٪        | ۸۸۵         | ۰٫۴۲٪       | ۲۱۱٬۸۲۱    |
| ۹          | خراسان              | ۱٬۹۸۳٬۴۵۸     | ۹۹٫۶۶٪        | ۶٬۷۱۲       | ۰٫۳۴٪       | ۱٬۹۹۰٬۱۷۰  |
| ۱۰         | خوزستان             | ۱٬۲۴۸٬۵۹۱     | ۹۹٫۳۲٪        | ۸٬۵۵۷       | ۰٫۶۸٪       | ۱٬۲۵۷٬۱۴۸  |
| ۱۱         | زنجان               | ۷۶۵٬۷۸۶       | ۹۹٫۸۹٪        | ۸۷۵         | ۰٫۱۱٪       | ۷۶۶٬۶۶۱    |
| ۱۲         | سمنان               | ۱۸۵٬۶۷۴       | ۹۹٫۷۷٪        | ۴۲۴         | ۰٫۲۳٪       | ۱۸۶٬۰۹۸    |
| ۱۳         | سیستان و بلوچستان   | ۳۱۴٬۳۱۹       | ۹۹٫۶۷٪        | ۱٬۰۵۲       | ۰٫۳۳٪       | ۳۱۵٬۳۷۱    |
| ۱۴         | فارس                | ۱٬۲۲۴٬۸۲۱     | ۹۹٫۵۷٪        | ۵٬۲۸۱       | ۰٫۴۳٪       | ۱٬۲۳۰٬۱۰۲  |
| ۱۵         | کردستان             | ۳۱۸٬۳۶۰       | ۹۹٫۲۰٪        | ۲٬۵۷۰       | ۰٫۸۰٪       | ۳۲۰٬۹۳۰    |
| ۱۶         | کرمان               | ۶۵۱٬۰۱۱       | ۹۹٫۷۷٪        | ۱٬۵۰۷       | ۰٫۲۳٪       | ۶۵۲٬۵۱۸    |
| ۱۷         | کهگیلویه و بویراحمد | ۱۵۹٬۴۶۳       | ۹۹٫۸۴٪        | ۲۵۴         | ۰٫۱۶٪       | ۱۵۹٬۷۱۷    |
| ۱۸         | گیلان               | ۸۱۰٬۷۰۸       | ۹۹٫۰۸٪        | ۷٬۵۳۹       | ۰٫۹۲٪       | ۸۱۸٬۲۴۷    |
| ۱۹         | لرستان              | ۶۴۳٬۲۱۶       | ۹۹٫۸۷٪        | ۸۲۱         | ۰٫۱۳٪       | ۶۴۴٬۰۳۷    |
| ۲۰         | مازندران            | ۱٬۲۰۵٬۵۰۱     | ۹۹٫۶۸٪        | ۳٬۸۷۱       | ۰٫۳۲٪       | ۱٬۲۰۹٬۳۷۲  |
| ۲۱         | مرکزی               | ۷۷۱٬۱۸۹       | ۹۹٫۸۶٪        | ۱٬۰۵۲       | ۰٫۱۴٪       | ۷۷۲٬۲۴۱    |
| ۲۲         | هرمزگان             | ۲۵۲٬۷۹۱       | ۹۸٫۵۰٪        | ۳٬۸۴۲       | ۱٫۵۰٪       | ۲۵۶٬۶۳۳    |
| ۲۳         | همدان               | ۷۴۴٬۶۳۶       | ۹۹٫۸۶٪        | ۱٬۰۲۳       | ۰٫۱۴٪       | ۷۴۵٬۶۵۹    |
| ۲۴         | یزد                 | ۲۴۱٬۰۲۴       | ۹۹٫۹۲٪        | ۱۸۷         | ۰٫۰۸٪       | ۲۴۱٬۲۱۱    |
| درون کشور  | درون کشور           | ۲۰٬۱۶۸٬۲۸۴    | ۹۹٫۳۰٪        | ۱۴۱٬۳۱۱     | ۰٫۷۰٪       | ۲۰٬۳۰۹٬۵۹۵ |
| بیرون کشور | بیرون کشور          | ۱۱۸٬۰۶۹       | ۹۰٫۴۷٪        | ۱۲٬۴۴۴      | ۹٫۵۳٪       | ۱۳۰٬۵۱۳    |
| مجموع      | مجموع               | ۲۰٬۲۸۶٬۳۵۳    | ۹۹٫۲۵٪        | ۱۵۳٬۷۵۵     | ۰٫۷۵٪       | ۲۰٬۴۴۰٬۱۰۸ |
|            |                     |               |               |             |             |            |
| مشارکت     | مشارکت              | واجدان رأی‌دهی | واجدان رأی‌دهی | مجموع رأی‌ها | مجموع رأی‌ها | ٪          |
| داخل کشور  | داخل کشور           | ۲۲٬۸۰۰٬۰۰۰    | ۲۲٬۸۰۰٬۰۰۰    | ۲۰٬۳۰۹٬۵۹۵  | ۲۰٬۳۰۹٬۵۹۵  | ۸۹٪        |

## روز جمهوری اسلامی

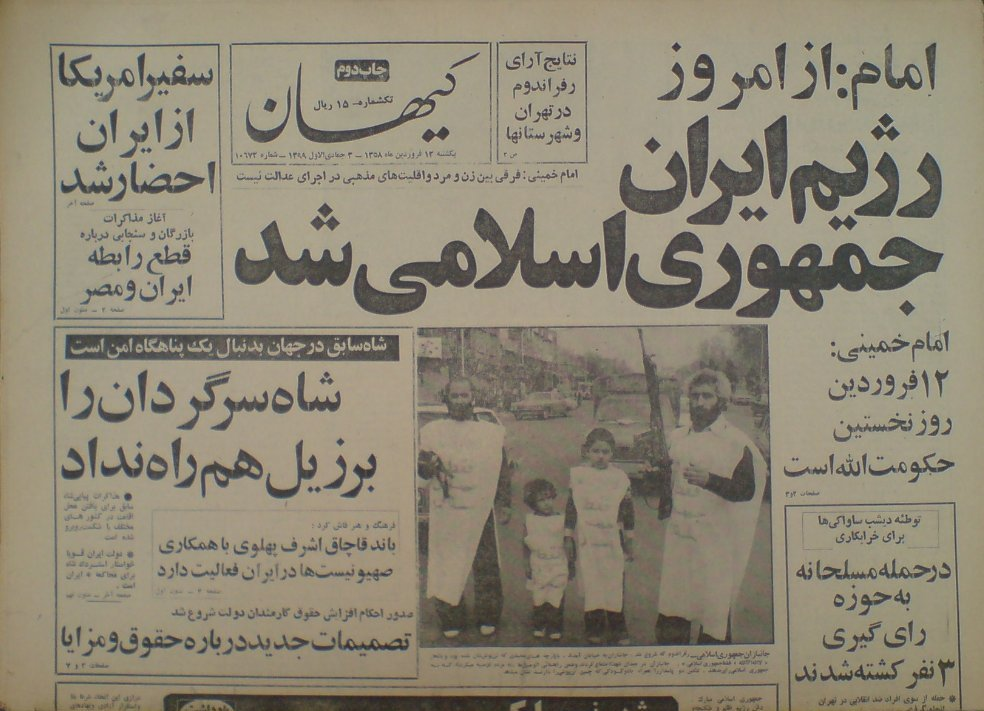
سید روح‌الله خمینی:۱۲ فروردین روز نخستین حکومت الله است

پس از اعلام نتیجهٔ همه‌پرسی ۱۲ فروردین، سید روح‌الله خمینی آغاز حکومت جمهوری اسلامی را اعلام کرد:
| « | من به ملت بزرگ ایران که در طول تاریخ شاهنشاهی، که با استکبار خود آنان را خفیف شمردند و بر آنان کردند آنچه کردند، صمیمانه تبریک می‌گویم. خداوند تعالی بر ما منت نهاد و رژیم استکبار را با دست توانای خود که قدرت مستضعفین است در هم پیچید و ملت عظیم ما را ائمه و پیشوای ملتهای مستضعف نمود، و با برقراری جمهوری اسلامی، وراثت حقه را بدانان ارزانی داشت. من در این روز مبارک، روز امامت امت و روز فتح و ظفر ملت، جمهوری اسلامی ایران را اعلام می‌کنم. به دنیا اعلام می‌کنم که در تاریخ ایران چنین رفراندمی سابقه ندارد، که سرتاسر مملکت با شوق و شعف و عشق و علاقه به صندوقها هجوم آورده و رأی مثبت خود را در آن ریخته و رژیم طاغوتی را برای همیشه در زباله‌دان تاریخ دفن کنند. | » |

به یاد این رویداد، روز ۱۲ فروردین در گاهشمار رسمی ایران به عنوان روز جمهوری اسلامی تعطیلی رسمی‌ست.

## انتقادات
به ادعای حسین لاجوردی متخصص آمار، در همه‌پرسی ۱۲ فروردین ۱۳۵۸، تقلبی «چند میلیونی» صورت گرفته‌است.
عباس میلانی می‌گوید نظام جمهوری اسلامی نظام تمامیت‌خواه در ایران است.
به باور طرفداران جمهوری اسلامی این همه‌پرسی حکومت جمهوری اسلامی ایران را در گروه حکومت‌هایی قرار داد که در ابتدای تشکیل از ملت خود اجازه تشکیل می‌گیرند و ایدئولوژی آن به روش دموکراتیک انتخاب می‌شود. در برابر آن، منتقدانی نیز هستند که عقیده دارند مردم ایران در آن زمان هیچ شناختی از دین سیاسی نداشتند و تنها دنباله رو روشنفکران چپگرا و روحانیون بودند،و بیش از آن که به فکر تعیین نظام و نوع حکومت در کشور خود باشند تنها به سرنگونی نظام سلطنتی فکر می‌کردند و برای رسیدن به این هدف، نظام تازه‌ای را که به آن‌ها با وعده های فراوان و برخلاف محتوای واقعی و اهداف پنهانی مانند ولایت مطلقه و اجرای تحمیلی شریعت و نبود امکان پشیمانی و بازگشت و بگونه ای فریبنده با کمک رسانهای برونمرزی چون بی بی سی و رادیو مسکو و از دهان روشنفکرانی که بدون شناخت از خمینی با فریاد ماهمه سرباز توایم خمینی همراهی کردند، معرفی شده بود برگزیدند.
در نظام دموکراتیک یا مردم‌سالار، فرد، حزب یا گروهی خاص حکومت نمی‌کند بلکه مردم حکومت می‌کنند که دولت ممکن است چندحزبی، دوحزبی یا غیرحزبی باشد و بر همین اساس یکی از سه اصل مردم‌سالاری اسلامی انتخاب رهبر یا رهبران نظام توسط مردم است. اما نظام جمهوری اسلامی درواقع یک نظام تئوکراسی حزب حاکم است که همچون نظام‌های تک‌حزبی به‌واسطه مکانیزم کنترل مرکزی سازمان‌ها به ایدئولوژی ولایت فقیه وابسته است.
با وجود اختلاف نظر گروه‌های سیاسی فعال در سال‌های پس از انقلاب اسلامی بر سر عنوان، شیوه و چگونگی برگزاری همه‌پرسی در فروردین سال ۵۸، نظام جمهوری اسلامی به استناد نتیجهٔ این همه‌پرسی در ایران رسمیت یافت.
صادق زیباکلام می‌گوید قرار دادن یک گزینه برای همه‌پرسی، انتقادهایی را به دنبال داشت و سبب شد گروهی این پرسش را مطرح کنند که چرا حکومت و رهبری انقلاب اصرار دارد انتخاب‌های دیگر را از مردم دریغ کند؟
او می‌گوید: «واقعیت این است که اگر عناوین دیگری در کنار جمهوری اسلامی نوشته می‌شد، با توجه به فضایی که در دوازدهم فروردین ۵۸ در ایران حاکم بود، اکثریت مردم باز هم به همان چیزی رای می‌دادند که سید روح‌الله خمینی گفته بود.»
ابراهیم یزدی می‌گوید که در زمان برگزاری همه‌پرسی، برخی بر این نظر بودند که باید همه گزینه‌های پیشنهادی، در پرسشنامه وارد شود، ولی شورای انقلاب و رهبری که تصمیم گیرنده اصلی و نهایی بودند، تصمیم گرفتند تنها دربارهٔ جمهوری اسلامی از مردم سؤال شود که تشتت آرا به وجود نیاید.
عبدالکریم لاهیجی می‌گوید امری که در آنروز انجام گرفت بیشتر مشخصه‌های یک بیعت از مردم را داشت تا برگزاری یک همه‌پرسی؛ اشکال برگزاری چنان همه‌پرسی‌ای این عنوان می‌شود که در نظرسنجی دوازده فروردین ۱۳۵۸، نوع حکومت بعدی از مردم پرسیده نشد و نحوه سؤال «جمهوری اسلامی، آری یا نه؟» به شکلی است که مردم را بین انتخاب شیوه‌ای معلوم یا تن‌دادن به شیوه‌ای نامعلوم مخیر می‌کند که از لحاظ روانی توده‌های مردم را به انتخاب پاسخ آری متمایل می‌کند. البته روزنامه‌های آن دوران تیپ حکومتی مورد نظر خود را اعم از حکومت سوسیالیستی، لیبرال و حتی جمهوری ایرانی را تبلیغ می‌کردند و مردم آن دوران بنا به روشنگری روزنامه‌ها و مجاورت با احزاب چپ مثل توده و مجاهدین خلق یا راستگراهایی مثل نهضت ملی با انواع مختلفی از حکومت آشنا بودند و این انتقادی جدی به‌شمار نمی‌رود.
اشکالات چنین همه‌پرسی به برگه‌های رأی وارد شده‌است: رژیم سابق هنوز قانوناً جایگزین نشده بود و برخی ادعا داشته‌اند که عنوان سابق به آن دادن عملی جهت‌دار و پیش‌فرضانه بود تا مردم بنا به نفرتی که از حکومت سابق داشتند به رأی آری ترغیب شوند؛ همچنین نتیجه همه‌پرسی معلوم نبود و ذکر جمهوری اسلامی به عنوان نظام حکومتی بعدی اقدامی پیش‌داورانه بود. گذشته از آن قانون اساسی‌ای که متن آن معلوم نبود، چه تضمینی داشت که از تصویب ملت بگذرد. البته همان زمان نیز اعلام داشتند که منظور از قانون اساسی آن از تصویب ملت خواهد گذشت این است که قانون اساسی که برای همه‌پرسی قانون اساسی آماده خواهد شد بر پایه نظریه جمهوری اسلامی خواهد بود و این اشتباه لفظی برخی روشنفکران است. همچنین انتخاب رنگ‌های برگه رأی - نه به رنگ قرمز و آری به رنگ سبز- نیز می‌تواند جهت‌دار تعبیر بشود.